# Letiště Milliken
Letiště Milliken (anglicky Milliken Airport, ICAO: FLKW) je letiště v Kabwe v Centrální provincii v Zambii. Nachází se západně od centra města.

## Vybavení
Letiště je v nadmořské výšce 1195 m n. m. Vzletová a přistávací dráha je dlouhá 1 100 m a její povrch je z hlíny.